# 库尔甘
库尔甘（法語：Courgains，法語發音：[kuʁɡɛ̃]）是法国萨尔特省的一个市镇，属于马梅尔斯区。

## 地理
库尔甘（48°17'24"N, 0°16'44"E）面积14.66 平方千米，位于法国卢瓦尔河地区大区萨尔特省，该省份为法国西北部内陆省份，北起顺时针与奥恩省、厄尔-卢瓦省、卢瓦-谢尔省、安德尔-卢瓦尔省、曼恩-卢瓦尔省和马耶讷省接壤，是法国大西部的入口，连接卢瓦尔河谷、布列塔尼和巴黎盆地。
与库尔甘接壤的市镇（或旧市镇、城区）包括：图瓦涅、当热勒、马罗勒莱布罗、莱梅、索努瓦地区圣卡莱。

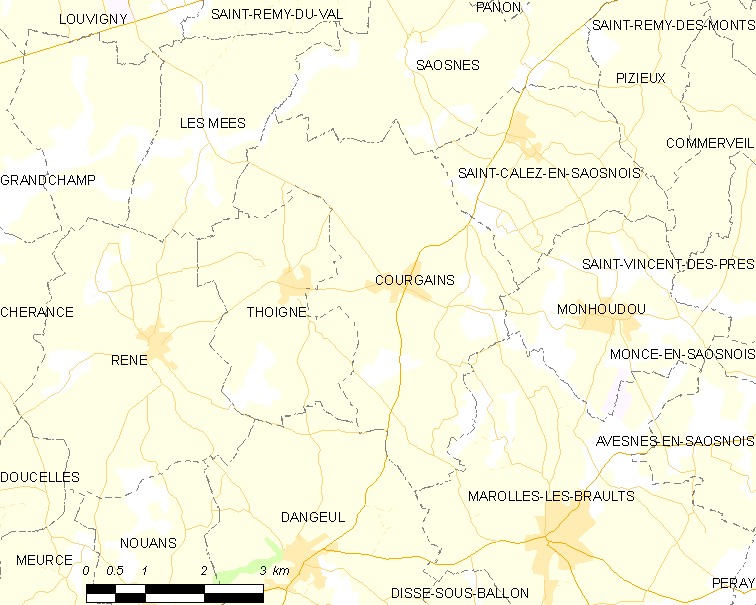
库尔甘的OSM定位图

库尔甘的时区为UTC+01:00、UTC+02:00（夏令时）。

## 行政
库尔甘的邮政编码为72260，INSEE市镇编码为72104。

## 政治
库尔甘所属的省级选区为马梅尔斯县。

## 人口

1962-2008年间库尔甘人口变化图示

库尔甘于2022年1月1日时的人口数量为585人。